# Filtr środkowozaporowy
Filtr środkowozaporowy, filtr pasmowozaporowy – układ elektroniczny bądź algorytm nieprzepuszczający częstotliwości sygnału między dwiema ustalonymi wartościami granicznymi. Sposób jego działania jest odwrotnością działania filtru środkowoprzepustowego.
Może służyć między innymi do usuwania przydźwięku w sygnale elektrycznym pochodzącym od częstotliwości prądu elektrycznego w sieci energetycznej (w Polsce jest to 50 Hz). 